# Padaj silo i nepravdo
"Padaj silo i nepravdo" hrvatska je revolucionarna pjesma nadahnuta Hvarskim ustankom. Nastala je na osnovama pjesme "Slobodarka" čiji je autor dr. Josip Smodlaka.
Pjesmu su koristili i jugoslavenski partizani tijekom Drugoga svjetskog rata te je bila himna Hvarske partizanske čete "Matij Ivanić".
Pjesma doživljava procvat nakon izvođenja u skupocjenom i popularnom partizanskom filmu Bitka na Neretvi iz 1969. godine. 
Bijelo dugme, popularni sarajevski rock-sastav, uzeo je prve dvije strofe kao uvod za skladbu s istoimenoga glazbenog albuma, "Pljuni i zapjevaj moja Jugoslavijo", iz 1986. godine.

## Sadržaj
1.
Padaj, silo i nepravdo,
narod ti je sudit zvan;
bjež'te od nas noćne tmine,
svanuo je i naš dan.
2.
Pravo naše ugrabljeno
amo natrag dajte nam,
ne date li, ne molimo,
uzet će ga narod sam.
3.
Gradove smo vam podigli,
turne, kule gradili,
od uvijek smo roblje bili
i za vas smo radili.
4.
Nevolja će biti vela
po palacim tvrdimi,
kad vidite da sa sela
s mašklinima gremo mi.
5.
Nastati će novo doba
Matija Ivaniću, ↓1
ustati ćeš tad iz groba,
s tobom u boj poći ću.
6.
Zastava će nova viti,
iznad naših glava tad;
radnik, seljak jedno biti,
isti im je trud i rad.